# Élection présidentielle américaine de 1988 en Alabama
 (octobre 2023).
L'élection présidentielle américaine de 1988 en Alabama a lieu le 8 novembre 1988 comme dans les 49 États qui composent les États-Unis ainsi que le district de Columbia. Les électeurs alabamiens choisissent des grands électeurs pour les représenter dans le collège électoral à travers un vote populaire. L'Alabama dispose en 1988 de 9 grands électeurs. L'État donne l'ensemble de ses grands électeurs au candidat du Parti républicain, le vice-président des États-Unis sortant George H. W. Bush. 
Le candidat vainqueur de ce scrutin dans tout le pays sera également Bush, qui occupera la présidence des États-Unis du 20 janvier 1989 au 20 janvier 1993, date à laquelle Bill Clinton lui succédera. 